# Liste der Monuments historiques in Puisieulx
Die Liste der Monuments historiques in Puisieulx führt die Monuments historiques in der französischen Gemeinde Puisieulx auf.

## Liste der Immobilien
| Bezeichnung         | Beschreibung                                                            | Standort                  | Kennzeichnung | Schutzstatus   | Datum     | Bild           |
| ------------------- | ----------------------------------------------------------------------- | ------------------------- | ------------- | -------------- | --------- | -------------- |
| Fort de la Pompelle | Befestigungsanlage im Système Séré de Rivières, 1880 bis 1883 errichtet | nördlich des Ortes (Lage) | PA00078771    | Classé Inscrit | 1951 1952 | weitere Bilder |

## Liste der Objekte
| Bezeichnung                 | Beschreibung                           | Standort                       | Kennzeichnung | Schutzstatus | Datum | Bild |
| --------------------------- | -------------------------------------- | ------------------------------ | ------------- | ------------ | ----- | ---- |
| Skulptur Petrus (1)         | Stein, 19. Jahrhundert                 | in der Kirche St-Pierre (Lage) | PM51003590    | Inscrit      | 1989  |      |
| Skulptur Petrus (2)         | Stein, farbig gefasst, 19. Jahrhundert | in der Kirche St-Pierre (Lage) | PM51002013    | Inscrit      | 1989  |      |
| Skulptur Heiliger Sebastian | Stein, farbig gefasst, 16. Jahrhundert | in der Kirche St-Pierre (Lage) | PM51002011    | Inscrit      | 1989  |      |
| Kruzifix                    | Holz, farbig gefasst, 18. Jahrhundert  | in der Kirche St-Pierre (Lage) | PM51002012    | Inscrit      | 2002  |      |